# Dialeurolonga takahashii
Dialeurolonga takahashii là một loài côn trùng cánh nửa trong họ Aleyrodidae, phân họ Aleyrodinae.
Dialeurolonga takahashii được David & Jesudasan miêu tả khoa học đầu tiên năm 1989.